# Rhynchanthera serrulata
Rhynchanthera serrulata är en tvåhjärtbladig växtart som först beskrevs av Louis Claude Marie Richard, och fick sitt nu gällande namn av Dc.. Rhynchanthera serrulata ingår i släktet Rhynchanthera och familjen Melastomataceae. Inga underarter finns listade i Catalogue of Life.